# Государственный архив Запорожской области
Государственный архив Запорожской области — основное архивное учреждение Запорожской области.

## История
- Запорожское окружное архивное управление (1925—1930)
- Запорожское местное архивное управление (1930—1932)
- Запорожский государственный исторический архив (1932—1939)
- Запорожский областной исторический архив (1939—1941)
- Государственный архив Запорожской области (1941—1958)
- Запорожский областной государственный архив (1958—1980)
- Государственный архив Запорожской области (с 1980 года)[1].

## Фонд
Архив хранит документы досоветского периода, которые отражают политическое и социально-экономическое положение Александровского и части Мариупольского уездов Екатеринославской губернии, Мелитопольского и Бердянского уездов Таврической губернии (современная территория Запорожской области).
Самые ранние документы хранятся в фондах Александровской городской ратуши и уездных землемеров и датированные коном XVIII — началом XIX века.
Значительную часть фондов периода XIX — начала XX веков составляют документы органов местного самоуправления: Александровской городской ратуши, городского упрощенного общественного управления, городской думы и управы, уездных земских управ, волостных и сельских управлений, уездных земских статистических бюро, содержащих сведения о состоянии городов и сел, промышленности и торговли, образования и охраны здоровье, социальный и национальный состав населения.
Период временной нацистской оккупации области 1941—1944 годов отражен в фондах органов оккупационного режима — штадткомисариата, городских, районных и сельских управ, промышленных предприятий, агроконтор, общинных хозяйств. Документы, переданные Управлением Службы безопасности Украины в Запорожской области — внесудебные дела на лиц, реабилитированных, и фильтрационные дела на граждан, вывезенных на принудительные работы в Германию.
Все документы периода до 1945 года были рассекречены и переданы на общее хранение. Это информация содержит данные о политическом положении на местах, борьбе с бандитизмом, лишении граждан избирательных прав, ходе и последствиях голода 1932—1933 годов в Запорожской области.
В архиве хранятся следующие фонды:
- 7 743 фондов, 1 964 648 личных дел за 1774—2008 года,
- 4 582 единиц научно-технической документации за 1934, 1938—1980 года,
- 483 единиц кинодокументов за 1960—1985 года,
- 2 единиц видеодокументов за 2004, 2007 года,
- 49 214 единиц фотодокументов за 1900—2008 года,
- 630 единиц фонодокументов за 1960—1990 года.

Научно-справочная библиотека архива сохраняет издания общественно-политического, краеведческого и справочно-энциклопедического характера, центральную и местную периодику за 1903—2008 года. Общее количество фонда библиотеки составляет 12 445 книг и брошюр.